# Ignas Barkauskas
Ignas Barkauskas (6 novembre 1988) è un tuffatore lituano.

## Biografia
Ha rappresentato la Lituania ai campionati mondiali di nuoto di Roma 2009 e Shanghai 2011.
Ha partecipato alle trasmissioni televisive Šok su manimi (Danza con me) e Šuolis (Salta).
Il 16 agosto 2019 al comune di Vilnius ha sposato l'imprenditrice e cantante jazz Gabija Veronika Puzone.

## Palmarès
| Anno | Manifestazione   | Sede      | Evento        | Risultato | Prestazione | Note |
| ---- | ---------------- | --------- | ------------- | --------- | ----------- | ---- |
| 2008 | Europei di nuoto | Eindhoven | Trampolino 1m | 21º       | 244,55 p.   |      |
| 2008 | Europei di nuoto | Eindhoven | Trampolino 3m | 27º       | 280,85 p.   |      |
| 2009 | Universiadi      | Belgrado  | Trampolino 1m | 19º       | 247,85 p.   |      |
| 2009 | Mondiali         | Roma      | Trampolino 1m | 26º       | 311,50 p.   |      |
| 2009 | Mondiali         | Roma      | Trampolino 3m | 43º       | 314,65 p.   |      |
| 2009 | Mondiali         | Roma      | Sincro 3m     | 19º       | 327,42 p.   |      |
| 2010 | Europei di nuoto | Budapest  | Trampolino 1m | 17º       | 312,85 p.   |      |
| 2011 | Europei di tuffi | Torino    | Trampolino 1m | 23º       | 282,70 p.   |      |
| 2011 | Europei di tuffi | Torino    | Trampolino 3m | 27º       | 270,95 p.   |      |
| 2011 | Europei di tuffi | Torino    | Sincro 3m     | 12º       | 330,60 p.   |      |
| 2011 | Mondiali         | Shanghai  | Trampolino 3m | 46º       | 304,15 p.   |      |
| 2011 | Mondiali         | Shanghai  | Sincro 3m     | 17º       | 301,77 p.   |      |